# Blanchardiscus scutellaris
Blanchardiscus scutellaris är en stekelart som beskrevs av De Santis 1964. Blanchardiscus scutellaris ingår i släktet Blanchardiscus och familjen sköldlussteklar. Inga underarter finns listade.